# Triumf Frederika Hendrika
Triumf Frederika Hendrika, princa Oranskega, je slika flamskega baročnega slikarja Jacoba Jordaensa, podpisana in datirana spodaj levo »J JOR fec / 1652«.

## Zgodovina
Huis ten Bosch, danes nizozemska kraljeva rezidenca, je bila zgrajena na lokaciji blizu Haaga, ki ga je Republika Nizozemska leta 1645 podelila Frederiku Hendriku, princu Oranskem. Leta 1647, preden je bila dokončana, je princ umrl, njegova predana vdova Amalia Solms-Braunfels pa je želela bistveno spremeniti obliko in jo spremeniti v spomin na svojega pokojnega moža. Pridobila je tudi sliko Artemizije, ki je postavila Mavzolej v Halikarnasu kot spomin na svojega pokojnega moža Mavzola.
Posvetilo palače Huis ten Bosch spominu Frederiku Hendriku je mogoče videti tudi v glavni dvorani Oranjezaal, ki vsebuje ogromen cikel slik, ki slavijo njegova dejanja in vrline, navdihnjena s ciklom Marije Medičejske Petra Paula Rubensa v Parizu in alegorične stropne slike Jakoba I. Angleškega v Banqueting House v Londonu. K ciklu je prispevalo več slikarjev, tako iz Republike Nizozemske kot iz Španske Nizozemske. Triumf je bil vrhunec cikla - Jordaens je že prejel naročilo za Alegorijo časa v sobi leta 1650. Po Rubensovi in smrti Anthonyja van Dycka je bil Jordaens zdaj vodilni slikar Španske Nizozemske.
Amalia je prevzela nekdanjega moževega tajnika Constantijna Huygensa in arhitekta Jacoba van Campena za nadzor nad slikanjem cikla v Oranjezaal. Od Jordaensa do Huygensa so ohranjena pisma, ki kažejo, da je Van Campen slikarju poslal načrt sobe in da je predlagal številne spremembe svoje prvotne ideje. Preživele so tudi tri Jordaensove oljne skice za strop, ki so jih verjetno izdelali za odobritev Amalije in Van Campena. Nobena od skic se popolnoma ne ujema s končno sliko, kar verjetno kaže, da niso bili odobreni vsi slikarjevi predlogi. Od Jordaensa Amaliji je ohranjeno še eno pismo, ki razlaga alegorične pomene končanega dela.
- Skica, c.1651, Kraljevi muzej likovnih umetnosti, Antwerpen
- Skica, c.1651, Kraljevi muzej likovnih umetnosti Belgije, Bruselj
- Skica, c.1651, Varšavski narodni muzej

## Opis in slog
Glede na številne podobnosti med ikonografijo obeh del je bil Jordaensov verjetni model grafika Salomona Saveryja po risbi Davida Vinckboonsa. Ta risba je bila Alegorija zmagovitega vstopa Frederika Hendrika v Haag po zmagah za Wesel in 's-Hertogenbosch, njegovih dveh velikih uspehov v osemdesetletni vojni.
V Jordaensovem delu je princ prikazan v oklepu in globoko rdečem ogrinjalu (ki spominja na starodavno rimsko slavoločno obleko), ki sedi na prestolu v zmagoslavni kočiji. Zlata skulptura Zmage ima za seboj dve kroni, eno položi z njeno desno roko na glavo Friderika Hendrika, drugo pa nasloni na njegovega sina Viljema II. Oranskega, prikazan kot mladi konjenik spodaj desno. Goli Himen za Viljemom ga okrona z zlatim vencem, ki ga obdaja krona - znotraj tega venca sta dve roki, ki simbolizirata Viljemovo poroko s hčerko Karla I., Marijo.
Kočijo Frederika Hendrika vlečejo štirje beli konji z zlatimi vpregami. Moška figura, oblečena samo v psevdo-turško obleko, zajaha enega od njih in ima rog izobilja s sadjem in klasjem, simbol obilja. Poleg konjev Minerva (levo) in Merkur (desno, s krilatim klobukom in sandali) delujeta kot ženina in simbolizirata modrost, borbeno krepost in zvitost Frederika Hendrika. Konji pod svojimi kopiti poteptajo dve strašni kači (Neskladje) in postavo, ki grize srce (Zavist). Dva leva pred konji simbolizirata hrabrost in pogum, medtem ko štiri Muze skrajno levo simbolizirajo štiri province Nizozemske.
V ozadju je slavolok, ki ga obdajata dva zlata kipa na podstavkih, ki predstavljata Frederika Hendrika očeta, Viljem I. Oranski in njegovega polbrata Mavricija Nassau (desno), ki sta bila pred njim kot Statolder. Ljudje se zbirajo okoli kipov in si ogledujejo zmagovito povorko. Nad konji krilata figura s trobento (Slava) premaga okostjaka, višje pa ženska v beli halji v obeh rokah drži palmove veje. Obkrožena je s putti, ki razvijajo dolg zvitek z napisom ULTIMUS ANTE OMNES DE PARTA PACE TRIUMPHUS (Najbolj poštena od vseh zmag je tista, s katerim se doseže mir), kar je razvidno iz pisma v Nizozemski narodni knjižnici, ki ga je izumil Huygens. Nanaša se na Münsterski mir, del Vestfalske pogodbe iz leta 1648, ki je Nizozemski zagotovil neodvisnost in opustil vse španske zahteve do njenih dežel  - Frederik je umrl pred pogodbo, vendar so njegove vojaške zmage odločno utrle pot do nje. Številni drugi putti na samem vrhu slike držijo dolgo girlando, polno sadja, drugi pa čez Frederika Hendrika nagnejo še en rog obilja s  kovanci in nakitom, ki simbolizira bogastvo in blaginjo.

## Zuananje povezave
- Huis ten Bosch uradna spletna stran Kraljeve družine